# Церковь всемирного мессианства
Церковь всемирного мессианства (яп. 世界救世教 сэкай кю:сэй кё:), сокращённо ЦВМ — новая японская религия основанная 1 января 1935 года Мокити Окадой. В религии есть три столпа, ключевым понятием является дзёрэй, исцеление с помощью божественного света. Также есть и другие формальные практики: «искусство природы», которое включает в себя земледелие, и «искусство красоты», которое включает в себя икэбану.

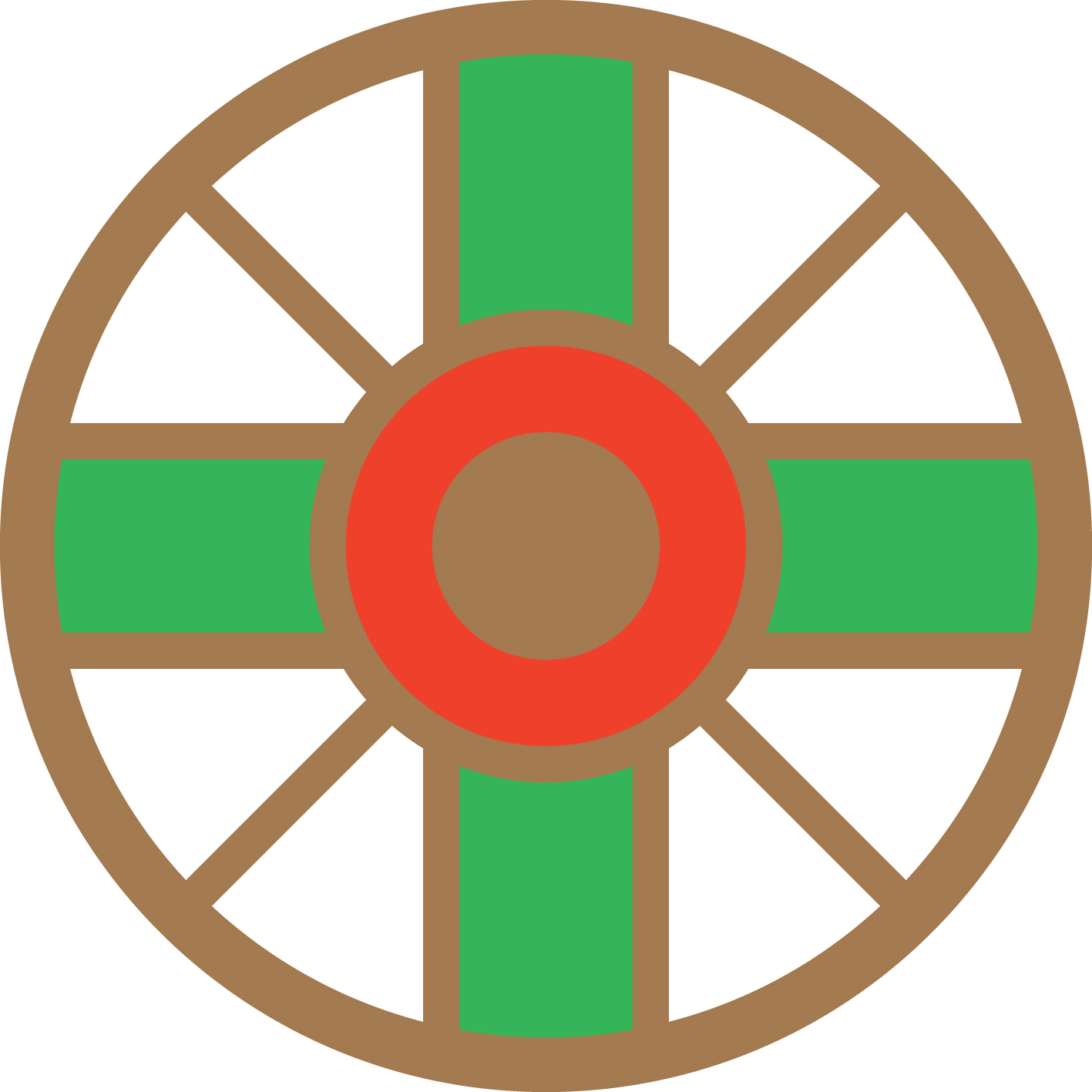
Эмблема ЦВМ

В 1925—1926 годах, по словам Окады, он получил божественное откровение и получил право стать пророком дзёрэй. Также Окада утверждает, что откровение дало ему миссию создать рай на земле. Он обучил ритуалу дзёрэй своих последователей, ЦВМ постепенно распространялась в Японии и за границей. Членам ЦВМ даётся разрешение обучать других дзёрэй, если они получили так называемую «медаль охикари».
Последователи ЦВМ называют Окаду «Мэйсю-сама» (Владыка света).
Учения Окады представлены в его книгах, таких как: «Основания рая» и «Дзёрэй: Божественный свет спасения». Его работы отредактированы и переведены на другие языки обществами дзёрэй (ответвлениями ЦВМ).
На данный момент религия имеет около 800 000 последователей, большая часть которых находится в Бразилии. Учению Окады следует и другое молодое религиозное движение, Синдзи-сюмэйкай, насчитывющее около 300 000 последователей.
По словам антрополога Уинстона Дэвиса, Махикари (тоже новое религиозное движение) и ЦВМ следуют одному и тому же ритуалу исцеления.

## ЦВМ в Бразилии

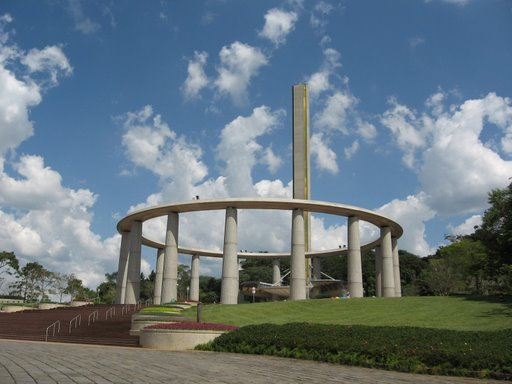
Гуапиранга

В Бразилии расположена самая большая японская диаспора в мире. По словам Хидэаки Мацуоки из Калифорнийского университета в Беркли, в Бразилии новые японские религии распространены ещё с 1930-х годов. Там насчитывается около 2 миллиона последователей новых японских религиозных движений неяпонского происхождения.
Священное место ЦВМ в Бразилии — это Гуапиранга.

## Космология
Согласно Окаде, существует два мира: невидимый для глаз духовный и материальный. Духовный мир управляет материальным, там живёт вечная душа человека, управляющая его материальным телом. Также существует верховный Бог (яп. エホバ Эхоба). Духовный мир состоит из трёх частей: рай, промежуточный план и ад. Все три части состоят из 180 слоёв (60 слоёв каждая). Душа человека в духовном мире может находится на самом высоком или низком слое, что отражается в материальный мир как счастье и несчастье. По словам практикующих, чтобы душа возвышалась, нужно устранять духовные нечистоты с помощью ритуала дзёрэй.